# Brande Station
Brande Station er en dansk jernbanestation i byen Brande i Midtjylland.

## Historie
Brande Station blev åbnet sammen med strækningen Give-Herning 1. januar 1914. Staten overtog privatbanen Vejle-Give 1. oktober samme år. Dermed var Vejle-Holstebro-banen færdig, idet strækningen Herning-Holstebro var indviet allerede 11. oktober 1904.
Samtidig arbejdede man på den anden jyske diagonalbane: Langå-Bramming-banen. Gjernbanen (Laurbjerg-Silkeborg) var indviet 12. november 1908, og fra syd nåede banen fra Bramming til Grindsted 1. december 1916 og til Brande 1. december 1917. Den vanskeligste strækning Brande-Funder blev indviet 1. oktober 1920.
Som krydsningspunkt for de to diagonalbaner skulle Brande have en stor station. I 1913 begyndte man at bygge den store
rundremise, der nu er kultur- og konferencecentret RemisenBrande.
Diagonalbanen Langå-Bramming blev nedlagt 23. maj 1971, dog var der stadig godstrafik Brande-Hjøllund til 1989. Ved siden af Herningbanen kan man stadig se Funderbanens tracé, der først grenede fra 3 km nord for stationen.

## Galleri
- Stationsbygningen set fra spor 2.
- Rejsekortstander og billetautomater.
- Ventesalen.
- Billetkontor og turistkontor.
- Litra MR som regionaltog med gangbroen i baggrunden.